# روزاليندا سيلينتانو
روزاليندا سيلينتانو (بالإيطالية: Rosalinda Celentano)‏ هي عارضة ومغنية وممثلة إيطالية، ولدت في 15 يوليو 1968 بروما في إيطاليا.

## أعمال

### أفلام
- (2004) آلام المسيح[4][5][6]

## وصلات خارجية
- روزاليندا سيلينتانو على موقع IMDb (الإنجليزية)
- روزاليندا سيلينتانو على موقع ألو سيني (الفرنسية)
- روزاليندا سيلينتانو على موقع ميوزك برينز (الإنجليزية)
- روزاليندا سيلينتانو على موقع أول موفي (الإنجليزية)
- روزاليندا سيلينتانو على موقع قاعدة بيانات الأفلام السويدية (السويدية)
- روزاليندا سيلينتانو على موقع ديسكوغز (الإنجليزية)
- روزاليندا سيلينتانو على موقع قاعدة بيانات الفيلم (الإنجليزية)
- روزاليندا سيلينتانو على موقع كينوبويسك (الروسية)